# Ken Wharram
Pour les articles homonymes, voir Wharram.
Kenneth Malcolm Wharram (né le 2 juillet 1933 à North Bay, en Ontario au Canada, et mort le 10 janvier 2017) est un joueur professionnel hockey sur glace canadien de qui évoluait au poste d'ailier droit.

## Biographie
Encore junior, Wharram joue son premier match dans la Ligue nationale de hockey avec les Black Hawks de Chicago lors de la saison 1951-1952. Après une nouvelle saison junior, il passe la moitié de la saison 1953-54 avec les As de Québec dans la Ligue de hockey senior du Québec et l'autre moitié avec les Black Hawks. En 1955, avec les Bisons de Buffalo, il termine deuxième pointeur de la Ligue américaine de hockey et meilleur pointeur de son équipe. À l'issue de la saison 1955-1956 où il termine à nouveau meilleur pointeur des Bisons, il est vendu par les Black Hawks. Il passe deux saisons avec les Bisons avant d'être échangé le 5 mai 1958 contre Wally Hergesheimer et Frank Martin et retrouver les Black Hawks.
Il devient d'abord titulaire dans la quatrième ligne d'attaque de Chicago avant de jouer aux côtés de Stan Mikita. En sa compagnie et celle de Ted Lindsay, il forme la Scooter line. Lorsque Lindsay quitte l'équipe, il est remplacé au sein de la Scooter line par Ab McDonald. Cette ligne participe au gain de la troisième coupe Stanley des Black Hawks lors de la saison 1960-1961 ; Wharram est sélectionné pour participer à son premier Match des étoiles.
En 1964, Wharram réussit la meilleure saison de sa carrière dans la LNH avec 39 buts inscrits pour un total de 71 points ; il est alors deuxième buteur de la ligue derrière son coéquipier Bobby Hull et à égalité avec son compagnon de la scooter line, Stan Mikita. Toujours à égalité avec Mikita, il termine la saison avec le meilleur total de buts marqués en supériorité numérique. Cette bonne saison est récompensée par la sélection dans la première équipe d'étoiles de la LNH et l'obtention du trophée Lady Byng remis au joueur ayant démontré le meilleur esprit sportif. En 1967, il connaît sa deuxième sélection dans la première équipe d'étoiles puis, l'année suivante, il joue son deuxième Match des étoiles.
En septembre 1969, lors du camp d'entraînement des Black Hawks, il ressent une douleur thoracique. Conduit à l'hôpital, on lui diagnostique une Myocardite qui l'empêche de jouer la saison suivante et l'oblige à prendre sa retraite officielle avant le camp d'entraînement de 1970 sans avoir rejoué.

## Statistiques
| Saison     | Équipe                   | Ligue      |     | Saison régulière | Saison régulière | Saison régulière | Saison régulière | Saison régulière |    | Séries éliminatoires | Séries éliminatoires | Séries éliminatoires | Séries éliminatoires | Séries éliminatoires |
| Saison     | Équipe                   | Ligue      | PJ  | B                | A                | Pts              | Pun              | PJ               | B  | A                    | Pts                  | Pun                  |                      |                      |
| 1949-1950  | Black Hawks de North Bay | EOHL       | 2   | 0                | 1                | 1                | 0                | -                | -  | -                    | -                    | -                    |                      |                      |
| 1950-1951  | Black Hawks de Galt      | OHA jr     | 53  | 35               | 38               | 73               | 28               | 3                | 2  | 3                    | 5                    | 2                    |                      |                      |
| 1951-1952  | Black Hawks de Galt      | OHA jr     | 45  | 35               | 79               | 114              | 0                | -                | -  | -                    | -                    | -                    |                      |                      |
| 1951-1952  | Black Hawks de Chicago   | LNH        | 1   | 0                | 0                | 0                | 0                | -                | -  | -                    | -                    | -                    |                      |                      |
| 1952-1953  | Black Hawks de Galt      | OHA jr     | 54  | 34               | 40               | 74               | 0                | -                | -  | -                    | -                    | ---                  |                      |                      |
| 1953-1954  | As de Québec             | LHSQ       | 29  | 7                | 10               | 17               | 8                | -                | -  | -                    | -                    | -                    |                      |                      |
| 1953-1954  | Black Hawks de Chicago   | LNH        | 29  | 1                | 7                | 8                | 8                | -                | -  | -                    | -                    | -                    |                      |                      |
| 1954-1955  | Bisons de Buffalo        | LAH        | 63  | 33               | 49               | 82               | 15               | 10               | 9  | 7                    | 16                   | 4                    |                      |                      |
| 1955-1956  | Bisons de Buffalo        | LAH        | 59  | 27               | 63               | 90               | 27               | 5                | 4  | 2                    | 6                    | 2                    |                      |                      |
| 1955-1956  | Black Hawks de Chicago   | LNH        | 3   | 0                | 0                | 0                | 0                | -                | -  | -                    | -                    | -                    |                      |                      |
| 1956-1957  | Bisons de Buffalo        | LAH        | 64  | 28               | 49               | 77               | 18               | -                | -  | -                    | -                    | -                    |                      |                      |
| 1957-1958  | Bisons de Buffalo        | LAH        | 58  | 31               | 26               | 57               | 14               | -                | -  | -                    | -                    | -                    |                      |                      |
| 1958-1959  | Black Hawks de Chicago   | LNH        | 66  | 10               | 9                | 19               | 14               | 6                | 0  | 2                    | 2                    | 2                    |                      |                      |
| 1959-1960  | Black Hawks de Chicago   | LNH        | 59  | 14               | 11               | 25               | 16               | 4                | 1  | 1                    | 2                    | 0                    |                      |                      |
| 1960-1961  | Black Hawks de Chicago   | LNH        | 64  | 16               | 29               | 45               | 12               | 12               | 3  | 5                    | 8                    | 12                   |                      |                      |
| 1961-1962  | Black Hawks de Chicago   | LNH        | 62  | 14               | 23               | 37               | 24               | 12               | 3  | 4                    | 7                    | 8                    |                      |                      |
| 1962-1963  | Black Hawks de Chicago   | LNH        | 55  | 20               | 18               | 38               | 17               | 6                | 1  | 5                    | 6                    | 0                    |                      |                      |
| 1963-1964  | Black Hawks de Chicago   | LNH        | 70  | 39               | 32               | 71               | 18               | 7                | 2  | 2                    | 4                    | 6                    |                      |                      |
| 1964-1965  | Black Hawks de Chicago   | LNH        | 68  | 24               | 20               | 44               | 27               | 12               | 2  | 3                    | 5                    | 4                    |                      |                      |
| 1965-1966  | Black Hawks de Chicago   | LNH        | 69  | 26               | 17               | 43               | 28               | 6                | 1  | 0                    | 1                    | 4                    |                      |                      |
| 1966-1967  | Black Hawks de Chicago   | LNH        | 70  | 31               | 34               | 65               | 21               | 6                | 2  | 2                    | 4                    | 2                    |                      |                      |
| 1967-1968  | Black Hawks de Chicago   | LNH        | 74  | 27               | 42               | 69               | 18               | 9                | 1  | 3                    | 4                    | 0                    |                      |                      |
| 1968-1969  | Black Hawks de Chicago   | LNH        | 76  | 30               | 39               | 69               | 19               | -                | -  | -                    | -                    | -                    |                      |                      |
| Totaux LNH | Totaux LNH               | Totaux LNH | 766 | 252              | 281              | 533              | 222              | 80               | 16 | 27                   | 43                   | 38                   |                      |                      |